# 三星Galaxy Z Flip 4
三星Galaxy Z Flip 4（英語：Samsung Galaxy Z Flip 4）是一款由三星電子設計、生產、銷售和制造的可摺疊式智能手機，屬該公司Galaxy Z系列的一部分。该设备于2022年8月與三星Galaxy Z Fold 4一同发布，為三星Galaxy Z Flip 3的繼承產品。

## 規格
三星Galaxy Z Flip 4的處理器使用高通驍龍8+ Gen 1，外框為Armor鋁合金，具有6.7吋內螢幕，由三星製造的超薄玻璃保護，外螢幕為1.9吋。相比Galaxy Z Flip 3，外螢幕支援更多應用程式和功能，例如音樂、天氣、鬧鐘、計時器、錄音、今天的行事曆、三星健康和藍牙等，並調整了由外螢幕進行自拍時的顯示方式，可顯示完整的取景畫面。
三星Galaxy Z Flip 4共有精靈紫、星夜灰、雲霧粉和冰川藍等4種顏色可供選擇。

### 硬體
三星Galaxy Z Flip 4有6.7吋內螢幕和1.9吋的外螢幕，內螢幕具有120 Hz的可變更新率。

### 容量
三星Galaxy Z Flip 4具有8GB的隨機存取記憶體，以及128GB、256GB或512GB的儲存空間，不支援micro-SD卡擴充容量。

### 電池
三星Galaxy Z Flip 4具有3700mAh的鋰離子聚合物電池，採用雙電池模組設計，有線充電最大功率由Galaxy Z Flip 3的15W升級至25W，而無線充電最高為10W。

### 相機
三星Galaxy Z Flip 4配備2個後置鏡頭，分別為1200萬像素的廣角鏡頭和1200萬像素的超廣角鏡頭。而內螢幕另有1000萬像素的前置鏡頭。

### 軟體
三星Galaxy Z Flip 4預載基於Android 12的One UI 4.1.1，目前可透過官方更新至 Android 14 的 One UI 6.1，且可使用Galaxy AI之功能（但因處理器的限制，無法使用部份的AI功能，如生成式慢動作鏡頭）。